# Brian Bellows
Brian Edward Bellows (St. Catharines, 1º settembre 1964) è un ex hockeista su ghiaccio canadese.
Ha giocato quasi 1.200 partite nella National Hockey League (NHL) con Minnesota North Stars, Montreal Canadiens, Tampa Bay Lightning, Mighty Ducks of Anaheim e Washington Capitals. Infine è stato un membro dei Montreal Canadiens, vincitori della Stanley Cup nel 1993.

## Carriera da giocatore
Bellows ha giocato nell'Ontario Hockey League con le giovanili dei Kitchener Rangers. Durante questo periodo, è apparso in Sports Illustrated, che lo ha descritto come il prospetto più in voga dai tempi di Wayne Gretzky.
Bellows fu scelto secondo assoluto dai Minnesota North Stars, che avevano acquistato la scelta in uno scambio con Detroit con lo scopo di avere una possibilità a Bellows. Il GM della North Stars Lou Nanne mandò Don Murdoch, Greg Smith e una scelta del primo giro (Murray Craven) ai Wings in cambio di quella che in seguito si rivelò essere la seconda scelta assoluta al draft. Bellows è stato spesso paragonato a Gretzky, il che ha portato a una dura stagione da rookie. La pressione di tali confronti ha causato critiche quando non è stato all'altezza di loro. Bellows è migliorato notevolmente nella seconda metà della stagione e ha chiuso con 35 gol. Nei playoff di quell'anno, Bellows ha segnato 9 punti (5 gol, 4 assist) in 9 partite.
Bellows ha giocato 10 stagioni con i North Stars ed è stato popolare in Minnesota per il suo lavoro di beneficenza, così come per i suoi goal. Ha avuto un record di North Star 342 gol in 753 partite, con un picco di 55 gol nel 1989-1990. Nel 1990-91, Bellows ha segnato 29 punti nella post-season per diventare il leader dei playoff della carriera dei North Stars, e ha portato i North Stars alle finali della Stanley Cup dove sono caduti contro i Pittsburgh Penguins.
Quando il capitano della squadra Craig Hartsburg si è infortunato durante la stagione 1983-1984, Bellows è stato nominato capitano ad interim per il resto della stagione. A 19 anni e 4 mesi, Bellows è diventato capitano in età precoce rispetto a Connor McDavid, Gabriel Landeskog e Sidney Crosby. Tuttavia, poiché Bellows era un capitano ad interim, McDavid è ancora considerato il capitano più giovane della storia.
Il 31 agosto 1992, Bellows fu ceduto ai Montreal Canadiens per Russ Courtnall. Lo scambio fece arrabbiare Bellows all'inizio, ma apprezzò la possibilità di giocare per i Canadiens. Nella stagione NHL 1992-93 i suoi 88 punti furono il secondo più alto totale stagionale della sua carriera, e i suoi 15 punti playoff aiutarono i Canadiens a vincere la Stanley Cup nel 1993.
Mentre la sua carriera era agli sgoccioli, Bellows giocò per i Tampa Bay Lightning, i Mighty Ducks of Anaheim e i Washington Capitals. Nella stagione 1997-98 i Capitals arrivarono alle finali della Stanley Cup, ma persero contro i Detroit Red Wings. In viaggio verso il campionato della Eastern Conference, Bellows ha segnato il gol agli straordinari che ha conquistato la serie nel primo turno in gara 6 contro i Boston Bruins. La stagione 1998-99 è stata la sua ultima. Il 2 gennaio 1999, Bellows ha segnato il suo 1000º punto in carriera nella stagione regolare, diventando il 54º giocatore della NHL a raggiungere quel livello.
Bellows è stato nominato nella seconda squadra All-Star del 1990 e ha giocato in tre NHL All-Star Games (1984, 1988 e 1992). Si ritirò con 485 gol, 537 assist e 1.022 punti. È stato nominato il miglior attaccante ai Campionati mondiali di hockey su ghiaccio del 1989, poiché il Canada ha vinto la medaglia d'argento.

## Premi
- Campione della Stanley Cup – 1993
- 3 × Selezione NHL All-Star Game : 1984, 1988 e 1992
- NHL Secondo All-Star Team - 1990